# Discalma sordidula
Discalma sordidula là một loài bướm đêm trong họ Geometridae.